# Parodia neohorstii
Parodia neohorstii  es una especie de planta del género Parodia, de la familia de los cactus, orden Caryophyllales.

## Descripción
Parodia neohorstii crece individualmente. Los brotes esféricos verdes se alargan con el tiempo y alcanzan un diámetro de 5 a 9 centímetros. Las costillas onduladas de 18 a 26 son romas y ligeramente protuberantes en el área del ápice del brote. Las areolas ubicadas en ellos son blancas. La columna central, en su mayoría única, de color negro o marrón oscuro, a veces hay dos o tres, es subulada y protuberante. Tiene una longitud de 1 a 3 centímetros. Las 14 a 24 espinas radiales blanquecinas que se extienden tienen una punta más oscura y miden de 3 a 7 milímetros de largo.
Las flores de color amarillo dorado alcanzan diámetros de 2,5 a 3,5 centímetros y longitudes de 3 a 4 centímetros. Su pericarpelo y el tubo floral están cubiertos de lana blanca y cerdas. Las cicatrices son de color marrón rojizo oscuro. Los frutos rojizos o verdosos, cilíndricos, miden hasta 0,8 centímetros de largo. Contienen semillas negras que son casi lisas.

## Distribución
Parodia neohorstii es endémica del estado brasileño de Río Grande del Sur.

## Taxonomía
La descripción como Notocactus neohorstii fue hecha por Sjef Theunissen en 1981 con la publicación Succulenta 60(6): 142. El botánico inglés Nigel Paul Taylor colocó la especie en el género Parodia en 1987 con la publicación Bradleya 5: 93.
Etimología
Parodia: nombre genérico otorgado en honor del botánico italiano Domingo Parodi (1823–1890).
neohorstii: el epíteto honra a Leopoldo Horst, un coleccionista brasileño de cactus de origen alemán.
Sinonimia
- Peronocactus neohorstii (S.Theun.) Doweld (1999)
- Wigginsia horstii F.Ritter (1979)
- Ritterocactus horstii (F.Ritter) Doweld (2000).

En la Lista Roja de Especies Amenazadas de la UICN, la especie está clasificada como "En Peligro Crítico (CR)". Catalogada como en peligro crítico de extinción.